# Вайдаг жовтоплечий
Вайда́г жовтоплечий (Euplectes macroura) — вид горобцеподібних птахів ткачикових (Ploceidae). Мешкає в Африці на південь від Сахари.

## Опис

Золотитий вайдаг E. a. ladoensis (зверху) і жовтоплечий вайдаг E. m. macrocercus (знизу)

Довжина птаха становить 14-19 см, вага 22-29 г. Самиці є дещо меншими за самців. У самців під час сезону розмноження забарвлення переважно чорне, плечі золотисто-жовті, у номінативного підвиду верхня частина спини також жовта. Під час сезону розмноження у самців помітно видовжується хвіст, який вони використовують під час демонстраційних польотів. У самців під час негніздового періоду забарвлення переважно охристо-коричневе, спина у них поцяткована темними смугами, живіт світло-сірий, над очима світло-охристі "брови". У самців під час негніздового періоду зберігаються жовті плями на плечах.

## Підвиди
Виділяють три підвиди:
- E. m. macrocercus (Lichtenstein, MHK, 1823) — Ефіопія, Уганда і західна Кенія;
- E. m. macroura (Gmelin, JF, 1789) — від Сенегалу і Гамбії на схід до південного Судану і на південь до Замбії, Малаві, Зімбабве і західного Мозамбіку;
- E. m. conradsi (Berger, 1908) — острів Укереве на озері Вікторія.

## Поширення і екологія
Жовтоплечі вайдаги живуть на вологих, заболочених і заплавних луках, на болотах, в очеретяних і папірусових заростях на берегах річок і озер, на полях. Зустрічаються великими зграями. Живляться насінням трав, зокрема осоки, а також термітами. Початок сезону розмноження різниться в залежності від регіону. Жовтоплечим вайдагам притаманна полігінія, коли на одного самця припадає до 5 самиць. Гніздо має овальну форму з бічним входом, робиться з трави. В кладці від 2 до 3 блідо-синьо-зелених, сильно поцяткованих коричневими плямками яєць. Інкубаційний період триває 12-14 днів, пташенята покидають гніздо через 15 днів після вилуплення.